# دالاس غرين
دالاس غرين هو كاتب أغاني ومغني وعازف قيثارة وعازف بيانو كندي، ولد في 29 سبتمبر 1980 في سانت كاثرينز في كندا.

## وصلات خارجية
- دالاس غرين على موقع ميوزك برينز (الإنجليزية)
- دالاس غرين على موقع أول ميوزيك (الإنجليزية)
- دالاس غرين على موقع ديسكوغز (الإنجليزية)